# Žerađe
Žerađe (en serbe cyrillique : Жерађе) est un village de Serbie situé dans la municipalité de Raška, district de Raška. Au recensement de 2011, il comptait 120 habitants.

## Démographie
| 1948 | 1953 | 1961 | 1971 | 1981 | 1991 | 2002 | 2011 |
| ---- | ---- | ---- | ---- | ---- | ---- | ---- | ---- |
| 159  | 159  | 158  | 170  | 170  | 161  | 151  | 120  |

|  |